# NOAAS Delaware II (R 445)
Le NOAAS Delaware II (R 445) était un navire océanographique de la flotte de la NOAA (National Oceanic and Atmospheric Administration) en service de 1970 à 2012. 
Auparavant il était un navire de surveillance halieutique de l'United States Fish and Wildlife Service (USFWS), sous le nom de BCF Delaware II, de 1968 à 1970.

## Historique
Le Delaware II a été construit à South Portland Engineering, à South Portland, dans le Maine. Lancé en décembre 1967, il a été mis en service en octobre 1968 par le Bureau des pêches commerciales du Fish and Wildlife Service sous le nom de BCF Delaware II. Lorsque la NOAA a été créée le 3 octobre 1970, il a été intégré à la flotte de la NOAA sous le nom de NOAAS Delaware II (R 445).
Basé à Woods Hole, dans le Massachusetts, et exploité par le Bureau des opérations maritimes et aéronautiques de la NOAA, Delaware II a mené des recherches sur les pêcheries à l’appui du laboratoire Woods Hole du NMFS (Centre scientifique des sciences de la pêche du nord-est). Il opérait normalement dans le golfe du Maine, sur Georges Bank (en), ainsi que sur le plateau continental et la marge continentale du sud de la Nouvelle-Angleterre au cap Hatteras, en Caroline du Nord. Les travaux d’évaluation typiques comprenaient les enquêtes d’évaluation du poisson de fond et les enquêtes de surveillance, d’évaluation et de prévision des ressources marines (MARMAP. Les missions menées par Delaware II ont cherché à comprendre les processus physiques et biologiques qui contrôlent la force de la classe d'âge d'espèces de poissons clés d'importance économique.
La NOAA a déclassé Delaware II le 28 septembre 2012 et l'a placé en réserve. En 2014, le Delaware II a été renommé Med Surveyor et immatriculé aux Îles Cook en tant que navire de surveillance des pêches.

### Note et référence
1. ↑  (en) « Med Surveyor - Site Marine Traffic ».

- (en) Cet article est partiellement ou en totalité issu de l’article de Wikipédia en anglais intitulé « NOAAS Delaware II (R 445) » (voir la liste des auteurs).